# باکی (شاعر)

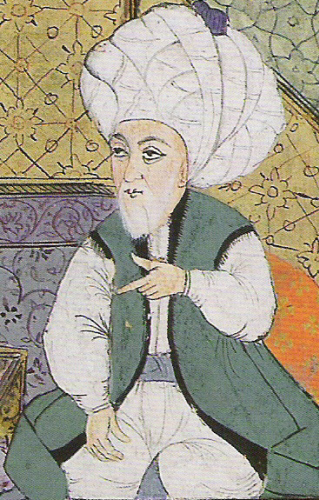
باکی (۱۵۲۶–۱۶۰۰)

باکی (باقی) (۱۵۲۶–۱۶۰۰) تخلص شاعر ترک عثمانی محمود عبدالباکی (محمود عبدالباقی) بود. باکی یکی از بزرگ‌ترین مشارکت‌کنندگان ادبیات ترکیه محسوب می‌شود و به عنوان Sultânüş-şuarâ (سلطان شاعران) در ترکیه شناخته می‌شود.

## زندگی
باکی در خانواده‌ای فقیر در قسطنطنیه متولد شد، پدرش در مسجد فاتح، اذان‌گو بود. پدر و مادر باکی او را برای شاگردی به کارگاه افسار و دهنه‌سازی فرستاده بودند اما او عموماً از کار درمی‌رفت و به کلاس‌های مدرسه اسلامی که در آن نزدیکی بود می‌رفت. به همین دلیل، در نهایت خانواده به او اجازه داد که وارد این کلاس‌ها شود. باکی دانش‌آموز خوبی بود و سر کلاس بسیاری از مدرسان معروف زمان شرکت کرد. در همین دوران مدرسه بود که استعداد او در شعر شروع به رشد و شکوفایی کرد. بعد از دوران مدرسه او مدتی به تدریس پرداخت و تعدادی نیز منصب از جمله قضاوت را عهده‌دار شد. باکی در سال ۱۶۰۰ در استانبول مرد.
باکی همواره به دربار عثمانی، به ویژه در زمان سلطنت سلیمان اول که روابط نزدیکی با او داشت، بسیار نزدیک بود. در دوره سلطنت‌های بعدی یعنی سلیم دوم و مراد سوم، نیز وی نزدیکی خود به دربار را حفظ کرد و بعضی امور ایالتی را برعهده داشت. او در این دوران توجه و علاقه زیادی هم از طرف عموم و هم از دربار به دست آورد.

## آثار
باکی در دوران صدر عثمانی زندگی می‌کرد و همین امر نیز بر روی شعر او تأثیر به سزایی گذاشت. موضوع اصلی اشعار او عشق، شور زندگی و طبیعت بودند. با اینکه هیچ تأثیری از صوفی‌گری (به مانند دیگر شعرای عثمانی) در اشعار وی دیده نمی‌شود اما مفهوم عشق در شعرهای او از مفهوم صوفیانه آن کاملاً مجزا نیست.
باکی در طول حیات خود تعداد نسبتاً اندکی اثر از خود به جای گذاشت. یکی از مشهورترین آثار او مرثیه حضرت سلیمان‌خان است که از مشهورترین سوگواره‌های ادبیات ترکیه است.